# Minamoto Shizuka
Minamoto Shizuka (源 静香 (Nguyên Tĩnh Hương) Minanoto Shizuka), tên phiên bản cũ tại Việt Nam là Xuka, là một cô bé 10 tuổi trong truyện Doraemon của tác giả Fujiko Fujio, là con một của gia đình Minamoto. Shizuka là một cô gái đáng yêu, hiền lành, thân thiện, luôn lễ phép nên được nhiều người yêu quý. Cô sống ở quận Nerima, Tokyo, học lớp 5E cùng với những người bạn của mình là Nobita, Suneo, Jaian, Dekisugi Trong manga, Shizuka là bạn cùng lớp của Nobita và thành vợ Nobita nhờ tác động thay đổi số phận của Doraemon.

## Tổng quan

### Gia thế
Nhà Shizuka thuộc tầng lớp khá giả, cũng mặt tiền phố cổ, vườn tược đàng hoàng. Nhà còn mua hẳn piano, violin cho con học, chứng tỏ nhiều tiền, có gen nghệ thuật, đại diện tầng lớp văn nghệ sĩ trung lưu, có học thức. Cho nên Shizuka mọi thứ đều khá. 

### Ngoại hình
Shizuka là một cô bé rất dễ thương. Gương mặt tròn bầu bĩnh, đôi mắt to tròn, hai bím tóc hình hoa anh đào dễ thương, mái tóc màu đen óng (ban đầu là màu nâu vào loạt anime 1973,1979), cùng những bộ trang phục hết sức xinh xắn. Cô có một bộ trang phục ưa thích là bộ váy có cổ vai màu trắng và màu hồng, váy thì lúc xanh lam hay xanh lục. Ngoài ra, cô còn mặc những bộ quần áo khác nhau trong suốt các loạt manga và anime.
Khi trưởng thành, ngoại hình chỉ thay đổi duy nhất là cô buộc tóc đuôi gà thay cho bím tóc hình cánh hoa anh đào lúc trước.

### Tính cách
Shizuka là người hiền lành, dễ thương, thân thiện, lễ phép nên được nhiều người yêu quý, đặc biệt là Nobita. Sự thân thiết của Shizuka với Dekisugi làm Nobita phát ghen. Cô chăm sóc những người yếu hơn, động vật bị ngược đãi và búp bê bị bỏ rơi. Cô mong muốn trở thành một y tá hoặc một nữ tiếp viên hàng không khi lớn lên. Cả hai công việc đều phản ánh bản chất tốt bụng của cô. Shizuka yêu búp bê của mình rất nhiều, đến mức cô yêu chúng hơn cả bạn bè của mình. Cô đã từng giải thoát một con chim nhỏ khỏi một chuỗi dây mà nó bắt được. Cô ấy cũng quan tâm sâu sắc đến gốc cây của ông nội. Khi cô không thể cứu gốc cây, cô bị suy sụp nhưng sau đó cảm thấy nhẹ nhõm khi nhìn thấy một mầm nhỏ từ gốc cây của ông nội. Trong một tập phim, Doraemon, Nobita và Shizuka đã đưa búp bê của mình vào những chiếc xe đua của Nobita và bắt đầu đua. Xe của Nobita bị đâm và con búp bê rơi ra, khiến Shizuka khóc và ghét cậu ta tạm thời. Nhưng khi cô ấy thấy Nobita làm điều đúng đắn hoặc điều tốt cho người khác, nó sẽ đủ để khiến Shizuka thực sự tha thứ cho Nobita.
Shizuka rất thích tắm, mỗi ngày cô tắm ít nhất ba lần. Cô bé rất thích làm bánh, thích ăn đồ ngọt và đặc biệt rất thích ăn khoai lang nướng, cô không nói với ai về việc này mặc dù mọi người không để ý lắm. Cô ấy cũng được biết đến vì đôi khi đi học piano nên từ chối đi chơi với Nobita, điều mà cô ấy không thích cho dù đó là ước muốn của mẹ cô, luôn muốn cô trở thành nghệ sĩ piano tài năng vì cô ấy thích violin hơn. Có thể nói tiếng đàn violin của Shizuka 'khủng khiếp' hơn cả tiếng hát của Jaian. Giống như Jaian, cô ấy cũng bị khiếm thính khi chơi violin kinh khủng. Đôi khi, việc tập luyện của cô làm phiền hàng xóm, đó là lý do tại sao mẹ cô lại nổi giận với cô khi cô ấy chơi Violin.
Shizuka được chia ra nhiều tính cách, phần lớn được thể hiện trong anime năm 1973 và những tập rất sớm của anime năm 1979. Có những cảnh cho thấy cô ấy ngủ và ăn cùng một lúc, ăn cắp son môi của mẹ để cô ấy chơi, nuốt một viên đá quý (thật mà nói, nếu chúng ta đi xem phim hoạt hình năm 2005, cô ấy đã bị TV làm cho mất tập trung để nghe mẹ cô đã để nó trong bát đậu phộng. Chúng ta không biết tại sao cô lại nuốt nó ngay từ đầu trong bộ phim hoạt hình năm 1979) và trượt vỏ chuối. Ngoài ra, trong tập Cô Phù Thủy Shizuka, cô về nhà muộn nên đã bị mẹ nhốt ở bên ngoài. Tuy nhiên, trong các tập sau của anime năm 1979, cô được miêu tả là "nữ tính" và nữ tính hơn. Trong anime 2005, cô vẫn "nữ tính", ngọt ngào và tốt bụng, nhưng ít hơn một chút so với anime năm 1979. Trong bản lồng tiếng Anh, tính cách của cô đã được viết lại một phần là tính cách thể thao hơn (mặc dù vẫn giữ bản chất tốt bụng và ngọt ngào của cô). Và sở thích tắm của cô đã được gỡ bỏ.
Mặt khác, cô rất dễ nổi giận khi bị đụng chạm đến sở ghét của cô (thường thì Shizuka nổi giận khi Nobita lật váy hay nhìn lén khi tắm).
Khi cô trưởng thành, tính cách của cô có vẻ khá giống và nghiêm khắc như mẹ Nobita.

## Lồng tiếng
- Tiếng Nhật: Masako Ebisu (1973), Michiko Nomura (1979–2005), Yumi Kakazu (2005–nay).
- Tiếng Việt: Trương Ngọc Châu (9 tháng 1 năm 2010–19 tháng 2 năm 2015), Lưu Ái Phương (1 tháng 6 năm 2015–27 tháng 5 năm 2016), Phan Hoài Thương (17 tháng 7 năm 2017–)
- Tiếng Anh: Cassandra Lee Morris